# メタルギアソリッド4
『メタルギアソリッド4 ガンズ・オブ・ザ・パトリオット』（メタルギアソリッドフォー ガンズ・オブ・ザ・パトリオット、METAL GEAR SOLID 4 GUNS OF THE PATRIOTS、略称: MGS4）は、2008年6月12日発売のPlayStation 3用ソフト。メタルギアシリーズの6作目にあたる。開発は小島プロダクション。

## 概要
2005年5月17日（米国時間）E3のコナミカンファレンスで製作を正式発表。以後様々なメディアにおいて本作監督・小島秀夫が「本作で、メタルギアシリーズ本編の謎はすべて解決し、ソリッド・スネークの物語は完結する」と明言し、メタルギアソリッドシリーズは完結するが、メタルギアシリーズそのものはライフワークとして継続することを宣言した。これは小島の作品としてではなく、小島プロダクションとしてシリーズを製作していくという意味で、本人はプロデュースに徹すると述べている。
2008年2月29日 、ゲーム業界では珍しい全世界同時発売を2008年6月12日に行うと正式発表。同時に3種類のパッケージによる販売も発表し、本編のみの通常版、通常版に特典映像ブルーレイディスクを同梱したスペシャルエディション、スペシャルエディションとPS3をセットにしたプレミアムパックを発売。また、SCEからも『PLAYSTATION3 METAL GEAR SOLID 4 GUNS OF THE PATRIOTS WELCOME BOX with DUALSHOCK3』が発売された。
日本の『ファミ通』のクロスレビューでは史上8作目の40点満点を獲得、日本国外の大手ゲーム雑誌のGame Informer、大手ゲームサイトのIGN、GameSpotでも満点を獲得。
ゲーム機関の1UP、GameSpot、PALGNで最優秀賞であるGame of the Yearを獲得、Joystiqでも2008年のナンバーワンゲームに選ばれるなど数々の賞を受賞。2009年時点で、合計94部門受賞したと『週刊ファミ通』誌上で発表された。また当誌で、エンターブレイン社長浜村弘一は、「ゲーマーなら、このゲームをプレイしなければ必ず後悔する」と称賛している。
物語のテーマは「SENSE」で、劇中では感覚、意志、遺志など、台詞の中に様々な言葉のルビとして用いられている。
ゲームのジャンルはステルスアクションとされるが、「隠れるところはない (NO PLACE TO HIDE)」を基本コンセプトとし、敵に気取られずに進むことが重要となっている。そのため従来のように小部屋やロッカーなど身を隠せる場所は少ない。
ナンバリングタイトルとしては、シリーズで初めて完全版の発表がないタイトルとなっている。
2012年8月6日より、トロフィー機能およびデータの一括インストール機能対応パッチ（Ver.2.0）を配信、パッケージ版も順次発売。
2014年12月17日より、ダウンロード版がPlayStation Storeで配信開始された。

## ストーリー
ガンズ・オブ・ザ・パトリオット事件
武装集団「サンズ・オブ・リバティ」の引き起こしたビッグ・シェル占拠事件以降、世論の反発で正規軍の他国への派兵が困難となったアメリカが、PMC（民間軍事会社）にこれを代替させるようになった。その結果、PMCが急速に台頭。無人兵器の発達やナノマシンによる兵士、武器、兵器、戦場の制御管理を行う「SOPシステム」の確立を背景として合理的な戦争経済が成立し、戦争はビジネスへと変わっていった。
オタコン、雷電と共にオルガの娘の捜索、愛国者達の調査を行っていたソリッド・スネークだったが、ビッグ・ボスからの遺伝子コピーにより生まれた因果により、肉体の急激な老化が進み、突然の発作に苦しめられるようになっていた。身分を隠す必要性と、老化による容姿により、オールド・スネークと呼ばれていた。
ビッグ・シェル占拠事件から5年後の2014年。スネークのもとに国連職員となった元ハイテク特殊部隊・FOXHOUND司令官ロイ・キャンベルが訪れ、世界各国の大手PMCを運営するマザーカンパニー・「OUTER HEAVEN」を統率し、大規模な軍事蹶起を目論むリキッド・オセロットの暗殺を非公式に依頼する。残り僅かな余命をこの任務に賭けたオールド・スネークは、任務を遂行するためリキッドが潜伏する中東の戦場へと単独潜入を開始する。

## ゲームシステム
主人公オールド・スネークを操作し、障害となる敵や仕掛けなどを攻略しながら目標地点に到達させるのが目的となる。

### 既存の機能と変更点
キャラクター操作
スネークは立ち、しゃがみ、ホフクの三姿勢で行動できる。立ち姿勢では走ることができ移動速度が速く、ローリングも使用できるが、カムフラージュ率が大きく減り、敵に発見されやすくなる。ホフク移動は見つかりにくいが移動速度は遅い。歩き移動で足音が敵に聞こえないようになり、前作『メタルギアソリッド3』にあったストーキング移動はなくなったが、ホフク状態ではカムフラージュ率を低下させずに移動するスカウトホフクが可能になったほか、ホフクから仰向けの状態になることもできる（逆も可能）。本作では、しゃがみ姿勢から中腰のまま移動することが可能になったほか、ホフク・仰向けの状態から死んだふりをすることもできる。その他、横ローリング、バックステップ、転がるなどのアクションも追加。CQCは今作でも使用できる。武器ボタンがR1に変更され、その他主観などの操作方法も変更された。武器ボタンがR1に移ったことにより、3Dカメラを右スティックで操作しながら武器を扱えるようになった。これまでの作品にあった、武器チェンジによるタクティカルリロードは存在しない。
カメラ視点
『サブシスタンス』で採用された3Dカメラが搭載されており、主観カメラを使わなくても遠くまで見通しが効き、広い視野が確保された。また、肩越し視点での射撃が可能になり、照準表示によって精密射撃が容易になっている。壁際で切り替わるビハインドカメラは廃止されている。主観カメラ中でも移動が可能になっている。
アクションマーク
△ボタンで特殊なアクションを実行できる場所に、アクションの内容を示すアイコンが標示されるようになった。
無線連絡
従来はSELECTボタンを押して無線画面を開いていたが、今作ではSTARTボタンのメニュー画面に無線の欄があり、SELECTボタンを押すと操作ガイドが出るようになっている。ただし、オプションで従来通り、SELECTボタンで無線画面を開くようにも設定できる。また、従来は仲間に無線連絡して行っていたセーブも、メニュー画面に別項目として存在するようになっている。今作では、スネークからはオタコンと途中から追加されるローズマリーにしか連絡できなくなっている。こちらから発信することはできないが、キャンベル大佐、雷電、メリル、ドレビンから連絡が入ることもある。
クリア評価
各ACTクリア後に、トータルプレイ時間、コンティニュー回数、危険フェイズ回数、殺傷人数、LIFEアイテム使用回数、集めた武器の種類、フラッシュバックを見た回数、スペシャルアイテムの使用可否によって評価が決まる。この評価が良いほどDP（ドレビンポイント）は増加する。前作『メタルギアソリッド3』で存在していたセーブ回数や治療回数の計測は廃止されている。

### ゲーム難易度
今作の難易度には登場人物の名前が付けられている。
難易度ごとの比較は、NAKED NORMALを基準として表記。
LIQUID EASY（極限の低難易度）
- スネークのLIFEが減少しにくくなる。
- ストレス値が増えにくく、回復も速い。
- 敵兵はどの部位に当てても殺傷弾なら即死、非殺傷弾なら即睡眠・気絶する。
- 敵兵の数が少なく、視界・聴力が悪くなる。
- 敵兵やボスが一部の攻撃をしてこなくなる。
- 初期英雄度が高い。
- 弾薬と装備品が9999個まで所持できる。

NAKED NORMAL（標準難易度）
SOLID NORMAL（海外版標準難易度）
- スネークのLIFEが若干減少しやすくなる。
- ストレス値がやや増えやすくなる。回復速度はNAKED NORMALと同じ。
- 敵兵の体力・気力・攻撃力・防御力がやや高くなる。
- 敵兵の視界・聴力がやや鋭くなる。
- 一部の弾薬・装備品の所持上限数がNAKED NORMALより少なくなる。
- ドレビンショップでの売却価格はEASY、NAKED NORMALと同じ。

BIG BOSS HARD（高難易度）
- スネークのLIFEが減少しやすくなる。
- ストレス値が増えやすく、回復が遅くなる。
- 敵兵の睡眠・気絶の持続時間が短くなる。
- 敵兵の数が増え、視界・聴力が鋭くなる。
- 一部の敵兵の巡回ルートが変わる。
- 弾薬・装備品の所持上限数が少なくなる。
- ドレビンショップでの売却価格が安くなる。

THE BOSS EXTREME（最高難易度）
条件を達成すると選べるようになる最高難易度。
- スネークのLIFE減少率が大幅に上がり、体力が全快でも一撃で即死する可能性がある。
- ストレス値が非常に増えやすく、回復もさらに遅くなる。
- 敵兵の睡眠・気絶の持続時間がさらに短くなる。
- 敵兵の数が非常に多くなる。
- 敵兵の視界・聴覚が非常に鋭くなり、距離を取っていても、スネークの存在や足音に気付くことがある。
- 敵兵をホールドアップしても銃を構えていないと時間経過ですぐに解除される。
- ゲーム開始時の英雄度が低く、最初から武装勢力とも敵対状態となっている。
- 弾薬・装備品の所持上限数が非常に少なくなる。
- ドレビンショップでの売却価格がさらに安くなる。
- ドレビンショップで非殺傷弾とグレネード系の武器が購入できなくなり、マップに落ちているアイテムボックスや敵兵から入手するしかない。
- この難易度において全クリア後の総合評価でビッグボスの称号を得ると、次ゲームから「フェイスカム(ビッグボス)」が使用可能になる。

### 新機能
オクトカム
オクトパス・カムフラージュ（蛸の擬態）の略で、周囲の色や模様、質感などを表面に再現することで、その場に応じた迷彩効果を得られる特殊な迷彩技術。記録された色や模様を任意に再現することもできる。周囲の模様や質感だけではなく温度も擬態出来るので赤外線センサーなどにも反応しなくなる。また、マッスルスーツも兼ねており、老化で低下したスネークの筋力をカバーしている。
スネークの身につける新型スニーキングスーツの機能だが、国防高等研究計画局（DARPA）で開発された技術をオタコンとサニーが盗用したもので、スネーク以外にも同様の装備を持つキャラクターが存在する。頭部に装着するマスク型オクトカムの機能で人間の顔を再現し変装する装備は、フェイスカムと呼ばれる。
ソリッドアイ
周囲のSOP情報を視覚化する他、望遠鏡、赤外線暗視ゴーグルの機能を備えた眼帯状の機器。赤外線モード使用中は、小さな動作音が発生するため、ナノマシンにより聴力が強化されているヘイブン・トルーパーに気づかれる恐れがある。
メタルギアMk.II
オタコンが設計、開発したメタルギア。オタコン曰く「遠隔機動端末」であり兵器ではない。人間が抱き上げられる程度の大きさ。歩行制御にCellプロセッサを使っている。機体を透明にするステルス迷彩を装備しており、偵察機として利用できる（ただし、スネークに対して民兵・反政府軍が友好的な状態でも、Mk.IIが発見されると敵と見なされ危険フェイズになる）。過度の損傷やバッテリーの消耗、操作圏外などの条件で強制的に操作が中断される。端末コネクターを兼ねる触手状マニピュレータで相手を感電させ気絶させることができ、胴体には小物を収納し、小銃程度の荷物なら引きずって運べる。トラップの解除や壁を叩いて敵を誘導することも可能。スナッチャーに登場するキャラクターと同名、同デザインだが、モニターはCRTからOLED（有機ELディスプレイ）に変更されている。なお、予備機としてメタルギアMk.IIIが存在する。
スレットリング
スネークが察知した気配を視覚化した物。しゃがみやホフク状態でじっとしているとスネークの体の周りに白い円が現れ、気配のある方向が波立つ。壁越しに気配を察知することも可能だが、気力が減っていたり、ストレスが溜まっていると円が小さくなり見辛くなる。
英雄度
現地武装勢力などによるスネークへの評価。戦場が舞台となる本作では、PMCと現地の武装勢力などが戦闘状態となっており、交戦中のPMCを倒す、アイテムを提供するなどの手助けで英雄度が上昇する。上昇すると武装勢力はスネークを味方と認識し、姿を見せても攻撃してこなくなる。逆に、武装勢力を攻撃すれば敵対行動と見なされ、PMC、武装勢力の双方から狙われることになる。PMC要員はSOPによるID管理を受けており、敵味方の識別が明確なためスネークを味方と思うことはない。
ドレビンポイント
「武器洗浄屋」ドレビンのサービスを受けるのに必要なポイント。現地調達した武器、兵器をポイントに変えることができ（敵を倒したりすることでもポイントを手に入れられる）、ID管理でロックされた銃を使用可能にするガンロンダリング（武器洗浄）や、武器の購入に使用する。サプレッサーや銃弾も購入可能。
SOPシステム
Sons Of the Patriots（愛国者の息子達）の略称で、「ソップ」と発音する。体内にナノマシンを投入することで兵士のID管理、体調管理、兵士間の情報共有や兵器の利用制御なども行える戦場管理システム。『オンライン』では、プレイヤーがSOPによる連携や情報共有を利用しているという設定になっている。
インストール
ゲームデータはディスクからHDDへとインストールする必要があり、ゲーム初回開始時に約8分間、各章の開始時に2-3分間のインストール待ちが生じる。データは章ごとに入れ替わる方式のため、インストールされた以外の章のセーブデータから再開する場合や、2周目以降も同様にインストールが行われる。インストール中にも様々なメッセージが表示されるが、ゲームについての説明の外、タバコのマナーについての説明や、プレイしている時間帯によっては「軽い運動をお勧めします」といったゲームの内容とは関係のないメッセージもある。「軽い運動をお勧めします」などのメッセージは、深夜の遅い時間帯に表示される。Ver.2.0からはフルインストール（約8.5GBの空き容量が必要）のオプションが追加された。従来通り、章ごとのインストールも選択できる。なお、ダウンロード版のMGS4をプレイする場合は、ダウンロード完了の段階で全ての章のデータがインストールされているため、メニュー画面に「インストール」の項目は表示されない。
メタルギアオンライン
本編ディスクには「METAL GEAR ONLINEスターターパック」として、本作のシステムをベースにした『オンライン』が収録されている。メインメニューからMETAL GEAR ONLINEを選択し、起動する。今作の発売前にプレミア（披露のための）ベータテスト（以後はβテスト）が行われていた。βではデスマッチ、チームデスマッチ、キャプチャーミッション、拠点制圧ミッション、スニーキングミッションがプレイ可能だった。
本作収録の『オンライン』はスキルの装備、装身具の設定、スキルの着脱など様々な機能が刷新された。SOPによる情報共有システムなども使用できる。
2012年6月13日をもってサービスは終了した。

## 用語
OUTER HEAVEN（アウター・ヘブン）
かつてビッグ・ボスが「兵士が生の充足を得られる世界」を目指して創った武装要塞国家。本作ではビッグ・ボスの遺志を継いだリキッド・オセロットが運営するPMCの社名として使われている。
OUTER HAVEN（アウター・ヘイブン）
愛国者達の束縛から解放を目指し、リキッド・オセロットが作ろうとしているシステムの避難所、およびリキッド軍が愛国者達から奪ったアーセナルギア級を改造した戦艦の名称。いかなる土地や国家にも属さず、法律や電脳網から独立し愛国者達の支配から真に解放された、唯一自由を感じることのできる場所。
愛国者達
世界を影で支配しているアメリカ合衆国の機構そのもの。世界の法律、情報、戦争経済などのあらゆることを管理、統制する謎の組織。
FOXDIE
愛国者達によって人為的に作られたウィルス。遺伝子レベルで個人を特定し、設定された人物のみを殺害する効果をもつ。
シャドー・モセス島事件の際、ハイテク特殊部隊FOXHOUNDの特定隊員達を抹殺するためスネークに感染させたが、事件から9年の月日が経ち、スネークの体内で無差別殺人ウィルスに変貌しつつある。
PMC (Private Military Company)
民間軍事請負企業。軍事業務を営む法人企業で、傭兵派遣、兵站・整備・物資調達、戦略・戦術アドバイザー、戦闘訓練および教育、などの軍事業務から、軍人用の娯楽施設の経営までをこなす。ビッグ・シェル占拠事件において暴走したアーセナルギアが白日の下に晒されたことで軍に対する不信感が高まり、アメリカ政府は「民営化された軍隊」であるPMCに、正規軍代わり海外への武力紛争介入を受託している。各地で広がるPMCによる代理戦争は、「21世紀型の冷戦」と呼ばれ、紛争地帯の増加につながり、それはアメリカなどの先進国のみならず第三世界の国々までに需要は増加しており、PMC各社は瞬く間に資本を増やしていき軍事力を増していった。正規軍の軍人は、報酬の多いPMCへスピンオフしていき、同時にPMCに依存度が高い国の軍隊は弱体化、縮小の一途をたどった。その結果、全世界の軍事力の60%はPMC各社で占められるまでに至り、アウターヘブン傘下の大手PMCにいたっては米軍すら凌駕する軍事力を持つ。
作中で登場するPMCは、アウターヘブン傘下にある大手PMCの5社と、中東で民兵の訓練や指揮を行っている小規模なPMCの1社である。
SENSE（精神）
今作のテーマ。MEME、GENE、SCENEからは受け継ぐことが不可能な存在。今作ではナノマシンに管理、統制された「心」という意味も含まれている。
メタルギアREX
2005年のシャドー・モセス島事件でスネークによって機能停止したメタルギア。事件後に島の施設ごと放置されていたが、ハル・エメリッヒ博士のプログラムによって再起稼動が可能になり、今作では敵を倒すために操作ができた。
戦艦ミズーリ
1944年に竣工されたアメリカ海軍軍艦。本編ではシャドー・モセス島事件で後方ユニットの一員だった美玲が艦長を務めている。
現実では、ハワイのオアフ島にて一般公開されている。
CQC（クロース・クォーターズ・コンバット）
前作『メタルギアソリッド3』で登場したネイキッド・スネークとその師匠であるザ・ボスが編み出した近接戦闘術。スネーク曰く『メタルギアソリッド2』の頃までは「裏切り者の使っていたもの」としてCQCは封印していたようだが、本作では「いつまでも過去に捕らわれるのは嫌だった、見よう見まねでCQCを繰り出している奴を見ると、手を出さずにはいられない」とのこと。さまざまな技が繰り出せる。首絞め・直投げ・その場倒し・羽交い絞めなど色々使える近接戦闘術。なお、本作の『オンライン』ではスキル・CQCEXがあり、CQCをかけてきた相手（前方180°）の敵をその場でCQC返しをする。なお、これは前作「メタルギアソリッド3」でザ・ボスが行った技。

## 登場人物

### 主人公とその関係者
オールド・スネーク
声 - 大塚明夫、モーション - 岡本良史
1970年代に実行された「恐るべき子供達計画」で誕生したビッグ・ボスの息子であり、かつて何度も世界を核の脅威から救った伝説の英雄。元特殊部隊FOXHOUND隊員。『MGS2』までは反メタルギア活動をしていたが、同作で知った真実や時代の変化から反愛国者達に方針を変えた。そして現在は輸送機ノーマッドを活動拠点にしてオタコン、サニーと3人で暮らしている。急激な老化が進んで髪は白髪となり、髭を生やしており、肉体も実年齢40代にして70代の老人のものになっている。低下した身体機能はマッスル・スーツを兼ねる新型スニーキングスーツで補っている。動き出したリキッド・オセロットの抹殺をキャンベルから依頼され、世界各地の戦場を転戦する。
オタコン
声 - 田中秀幸、モーション - 川嶋秀明
本名はハル・エメリッヒ。元アームズ・テック社の技術者にして凄腕のハッカーであり、スネークの相棒。本作では専用輸送機「ノーマッド」の機内からの通信や、メタルギアMk.IIを使ってスネークをサポートするほか、輸送ヘリで現場に乗り付けてスネークを救い出すなど、多方面にわたって活躍する。サニーと共にハッキングしたデータを元にスネークの肉体の補助の為に新型のスニーキング・スーツも開発した。『MGS2』で義妹のエマを殺害したヴァンプを憎んでいる。今作では短期間だがナオミと一緒にいる内に過去に誤ちを犯した科学者という立場の一致や共感から次第に互いに惹かれていく。
ロイ・キャンベル（大佐）
声 - 青野武、モーション - 久保隆
元ハイテク特殊部隊FOXHOUND総司令官であり、アメリカ陸軍退役大佐。かつてのソリッド・スネークの上官。現在は国連職員としてPMC関連の監査事案にあたっている。今作ではリキッドが動き出した事を受けてシャドー・モセス島事件以来9年ぶりにスネークに対して任務を依頼する。ローズマリーと再婚した事や自分との関係を知った事でメリルからは嫌悪されており、スネークからは「メリルは『女たらしを親父とは認めない』と言っていた」と告げられる。しかし、実際にはローズマリーとの再婚は、彼女と彼女の息子のジョンを愛国者達から守る為の偽装であり、メリルから憎まれようと自分の身を危険に晒してでも彼女達を守っていた。
雷電
声 - 堀内賢雄、モーション - 森﨑えいじ（アクションパート）・吉岡毅志（演技パート）
ビッグ・シェル占拠事件をスネークと共に乗り越えた人物。前作『メタルギアソリッド2』ではプレイヤーキャラクターとして登場したが、今作ではデモシーンでのみ登場。愛国者達からサニーを救出した後、スネークと別れて姿を消していたが、強化外骨格の装備と人工血液による身体強化を受けた姿で、スネークを守るために現れる。その際、彼を救ってくれたのはビッグ・ママで、彼女からサニーの居場所について教えてもらう代わりにある物を彼女の元へと運んでいった。ナイフや剣術、トラッキング（追跡術）を総合したスカウト技術の達人となっており、その知識と戦闘能力を活かし、スネークをサポートする。
ナオミ・ハンター
声 - 鶴ひろみ、モーション - 相元晴名
スネークが感染しているウイルス・FOXDIEを開発した人物。シャドー・モセス島事件後、逮捕されていたがオセロットの手引により脱獄。リキッド達と行動を共にする。今作ではSOPやナノマシン、ソリッド・スネークの老化などについて詳しく知る物語の鍵を握る人物として登場する。ノーマッド内で出会ったサニーとは自身との境遇の一致から気にかけつつも自身とは違う道を歩んでくれるという希望も見出す。またオタコンとは短い期間ながらも彼と接する内に互いに惹かれ合うようになる。
美玲（メイ・リン）
声 - 桑島法子、モーション - 菊地由美
シャドー・モセス島事件でスネークを無線にてサポートした中国系アメリカ人。「ソリトンレーダー」の開発者でもある。事件を知る厄介者の一人であるため、今作では練習用戦艦の艦長という閑職にまわされていた（閑職とは言え一艦の艦長というのは年齢に不釣合いな大出世だが、これは海軍の提督に気に入られたからである模様）。自らが艦長を務める戦艦ミズーリで仮想訓練を指揮しており、唯一SOP導入前の戦艦だった為にリキッドのシステム乗っ取りから逃れ、アーセナルギア級戦艦「アウター・ヘイブン」を追撃し、そこへの突入を支援する。
ローズマリー（ローズ）
声 - 井上喜久子、モーション - 相元晴名
雷電の元婚約者。軍の内勤アナリストだったが、後に心理学を学び、戦闘ストレス小隊に加入。今作では通信でソリッド・スネークのメンタルケアを担当する。『MGS4』からショートヘアになっている。『MGS2』の後から雷電とは疎遠になっていた。表向きはロイ・キャンベルの妻として振舞っていたが、実際には愛国者達から自分と息子のジョンを守るための芝居であり、キャンベルは偽装の婚約をする事で彼女達を守っていた。ややヒステリックな一面を覗かせていた『MGS2』の時と比べ、今回はだいぶ落ち着いた性格となっているが、料理の腕と味覚センスの無さは相変わらずであり、雷電に続いてキャンベルまで軍用レーションが美味しく感じる体に変えてしまった。
サニー
声 - 井上喜久子、モーション - 鍋島靖代
オルガ・ゴルルコビッチの娘。オルガを利用するために愛国者達によって囚われていたが、雷電によって救出されてスネーク達に保護された。本作では大型輸送機ノーマッドの機内でスネーク、オタコンと共に生活を送っている。オタコンをハル兄さんと呼んで慕う他、雷電の事も本名のジャックと呼んでいる。愛国者達の元で英才教育を受けた結果、プログラマーやハッカーとしての天才的な能力が覚醒している。オタコンにも協力してメタルギアMk.IIの開発の一端を担い、プログラミングでオタコンを凌駕した。他にも情報収集などでも彼らに貢献している。ソリッド、リキッド、ソリダスと名づけた鶏を飼っており、目玉焼きの焼け具合で占いをするのが趣味で（ただし目玉焼きを焼くのは下手）、他にもPSPで遊ぶこともある。ノーマッド機内はスネークの体を気づかったサニーの意向で禁煙となっており、スネークは隠れて吸おうとしてはサニーに怒られている。軽い吃音があり、外出にも抵抗感を持つ。エンディングではメリルの結婚式に参加するため、初めて外へと出ることとなる。その際に現地の男児と親しくなっており、その様子を見たオタコンから外の世界で生きることを促された。
ドレビン
声 - 藤原啓治、モーション - 久保隆
本来、SOPに登録された者以外は使用できないID銃を非ID銃にする武器洗浄屋（ガンロンダラー）で、一種の武器商人。「ドレビン」とは組織の名前と武器洗浄屋の総称であり、本名ではない。彼は893（ヤクザ）番目のドレビンで、愛国者達などのことを知っており、BB部隊の生い立ちも把握している。オクトカム機能を装備した専用のストライカー装甲車で行動し、武器の提供や脱出の支援など、要所でスネークのサポートに現れる。通信周波数は148.93。
リトル・グレイ
声 - 小堀修一、モーション - 森﨑えいじ
ドレビンが飼っている白い猿。全身に毛が無く、パンツを着用している。炭酸飲料を飲み、スネークの煙草を吸ってからは煙草が好きになるなど、人間のような嗜好の持ち主。

#### ラットパトロール・チーム01 (RAT PT 01)
戦場の主役となったPMCの査察を目的に活動するアメリカ軍CID（アメリカ軍犯罪捜査司令部）の部隊で、ARSOCの指揮下にある。蹶起を企てるリキッド・オセロットの追跡調査任務に従事しており、部隊はFOXHOUNDの偽装ワッペンを身につけている。
メリル・シルバーバーグ
声 - 寺瀬今日子、モーション - 平田絵里子
『MGS』では、新兵ながらもスネークと共にシャドー・モセス島でのハイテク特殊部隊FOXHOUNDによる武装蜂起を生き延びた女性。兵士として成長し、現在はPMC査察部隊のリーダーを務めている。need to knowの原則を破り叔父のキャンベルが実の父親だと知った事に加え、彼がメリル自身とほぼ同年代の女性と再婚した件で嫌悪しているほか、スネークのことも『MGS』の後に別れた件で不満を抱き、『MGS』時よりもやや辛辣な態度を取る。ただ、スネークのことは未だに伝説の英雄として内心では尊敬している。デザートイーグルを愛用し、脚、腹部、腰のホルスターに三挺を所持。腕相撲の実力は部隊内で最強。
ジョニー（アキバ）
声 - 福山潤、モーション - 村松和輝
『MGS』にてハイテク特殊部隊FOXHOUNDとともに蜂起した次世代特殊部隊の元隊員ジョニー佐々木と同一人物。シャドー・モセス島事件の時はメリル、スネークが入れられた独房の看守を務めていたが、その時に一目惚れしたメリルを追って正規軍に復帰していた。慢性的な腹痛と下痢に悩まされており、戦闘中はチームの足手まといになってしまうが、データ分析と罠設置のスペシャリストでもある。部隊内での腕相撲の実力は最弱。日本の秋葉原に通っていることから、通称アキバと呼ばれている。性格や行動に似つかわずマスクの下の素顔は美形。先端恐怖症のため、注射が苦手で実はナノマシンの定期投与もずっと避けており、そのため腹痛や下痢に悩まされて部隊の連携にもついていけない部分もあったが、その代わりにSOPシステムの影響やナノマシンへの介入による操作からも逃れていた。
ジョナサン
声 - 田中秀幸、モーション - 毛利元貞・稲留正樹
ラットパトロール部隊所属の兵士。主に重火器担当でXM8にM320グレネードランチャーを装備している。韓国系アメリカ人で、2メートルに迫るチーム一番の巨漢。性格は豪放磊落。背後を取られることを嫌っている。トレードマークであるモヒカンは、後ろから見ると「！」のマークになっている。部隊内では、2番目に腕相撲が強い。小島の作品『ポリスノーツ』に登場した同名キャラクターをモチーフにしているが、『ポータブルオプス』の同名のキャラクターとは無関係。
エド
声 - 飯塚昭三、モーション - 堀田茂之
ラットパトロール部隊所属の兵士。両腕に刺青を入れた黒人男性。部隊のサブリーダーであり、狙撃手兼通信手。他の隊員と違い長銃身型のXM8小銃を装備している。慎重で細かいことも見逃さない性格。部隊内では、3番目に腕相撲が強い。ジョナサンと同じく、小島の作品『ポリスノーツ』に登場した同名キャラクターがモチーフ。

### OUTER HAVEN（アウター・ヘイブン）
HAVENは「避難所」や「安息の地」を意味し、「天国」を意味するHEAVENとは別の言葉。
リキッド・オセロット
声 - 銀河万丈、モーション - 金澤大朗
ビッグ・シェル占拠事件以降、リキッド・スネークが乗り移ったような言動を取るリボルバー・オセロット。SOPシステムの掌握による愛国者達の完全排除、OUTER HEAVENの再興を目指して蹶起を目論む。
ヴァンプ
声 - 塚本晋也、モーション - 斉藤直樹
『MGS2』に登場したデッドセルの元隊員でルーマニア出身のナイフ使い。ビッグ・シェル占拠事件以降、リキッドの部下として傭兵部隊を束ね、ナオミと共に行動していた。体内のナノマシンにより額を撃ち貫かれても平然と立ち上がる不死性を備えている。また下半身はヘイブン・トルーパーと同様のパワーアシストを装着しているため、驚異な跳躍力を持つ。
『MGS2』でも塚本がヴァンプ役の声を務める予定だったが、都合により置鮎龍太郎が担当していた。

#### ビューティー&ビースト部隊（BB部隊）
ビースト（強化スーツ装備時）はそれぞれの担当声優と飯塚昭三の声がオーバーラップする。ビーストのライフまたは気力ゲージを0にすると強化スーツを脱ぎ捨て、名称も後半がビューティーに変わる（例：ラフィング・ビューティー）
ラフィング・オクトパス
声 - 相元晴名 / 飯塚昭三、モーション - 相元晴名
笑う蛸。身につけたスーツの外皮はオクトカムと同様の機能を持ち、頭部に固定された4本のマニピュレータを自在に操る。オクトカムによる擬態や罠を利用した攻撃を得意とする。
ヨーロッパでは珍しく蛸を食べる習慣があることから「悪魔の村」と忌み嫌われていた小さな集落で生まれ育った。村を襲ったカルト集団によって、自身の命と引き換えに肉親や友人たちを笑いながら殺せと命じられた過去を持つ。
素顔は、銀髪のショートヘアの美女。モデルは北欧系のリンデル・ジャーヴィス。
レイジング・レイヴン
声 - 菊地由美 / 飯塚昭三、モーション - 菊地由美
怒る大鴉。スライダーと呼ばれるUCAV（戦闘用無人機）と連携して攻撃を仕掛けてくる。
紛争地帯でどこの国の人間かもわからない兵士たちから家畜のような扱いを受け続けた末、兵士たちが去る時、同じ境遇の仲間と生きたまま共に鴉の餌にされた過去を持つ。仲間たちが鴉に食い殺されていく中、奇跡的に自分だけが拘束が解け生き残ったものの、解放された直後にそれまでの苦痛、兵士たちの仲間への仕打ちなどから文字通り怒り狂ってしまった。
素顔は、黒髪のポニーテールの美女。常に「怒れ（いかれ）」と言いながら襲ってくるが、モデル・声優担当の菊地由美の愛称である「きくっちー！」と稀に発することがある。
クライング・ウルフ
声 - 平田絵里子 / 飯塚昭三、モーション - 平田絵里子
泣く狼。堅牢な装甲とレールガンを装備し、四足歩行で高速移動する。
民族紛争により親兄弟を失い、乳飲み子の弟を抱えて戦火を逃れていたが、ある日敵兵から隠れていた時に弟が泣き出したため、敵兵がいなくなるまで弟の口を必死にふさいでいた結果、弟を殺してしまった。それから彼女の周囲には狼の幻影が付きまとうようにり、狼は毎晩、あの日の弟のような声で鳴いた。そのことがトラウマとなっており、常に「哀しい」と呟きながら襲ってくる。
素顔は、黒人の黒髪ロングヘアーの美女。モデルはアフリカ系のミエコ・ライ。
スクリーミング・マンティス
声 - 夕貴まお / 飯塚昭三、モーション - 夕貴まお
叫ぶ蟷螂（カマキリ）。サイコ・マンティスの後継を名乗っている。ザ・ソローとサイコ・マンティスを模した人形によるナノマシンへの干渉で他者を操り、他のBB隊員のマインドコントロールも行っている。
元は内戦の絶えない南米の小国の出身。敵軍の襲撃を回避するために逃げ込んだ先が敵の拷問所で、出るに出られず閉じ込められてしまった。自身が拷問を受けることは無かったが、周囲の悲鳴と自身の飢えには耐え切れず、雌の蟷螂が雄の蟷螂を食らう幻覚を見ながら、男の死体を貪り食って数週間を過ごした。しかし、地上に戻った後も頭の中から悲鳴は途切れず、それをかき消そうと叫び声を上げるようになった。その後、催眠術と薬物投与によって蝕まれた心にサイコ・マンティスの思念を埋め込まれた。彼女もまた、サイコ・マンティスの操り人形だった。
素顔は、黒髪のショートヘアの美女。モデルはラテン系のスカーレット・ショーバ。

### ビッグ・ボスとその関係者
ビッグ・ボス（BIGBOSS）
声 - 大塚周夫、モーション - 大塚明夫
元特殊部隊FOXHOUND総司令官であり創設者。20世紀最高の兵士と謳われた伝説の傭兵。かつての冷戦時、ソ連に単独潜入し、米ソの全面核戦争を回避した功績からアメリカ政府よりBIGBOSSの称号を授与された。ソリッド、リキッド、ソリダスが生み出された「恐るべき子供達計画」の素体となった人物。ザンジバーランド騒乱で死亡したと思われていたが、その身体はナノマシンによって意図的な脳死状態にされ愛国者達に保存されている。
ソリダス・スネーク
声 - 大塚明夫（回想シーンのみ）
ソリッド、リキッドとは異なり、遺伝子的にビッグ・ボスと完全一致するクローンで、「恐るべき子供達計画」とは別に生み出されていた。武装集団「サンズ・オブ・リバティ」を率いてビッグ・シェル占拠事件を引き起こすも、雷電との決闘の末に死亡した。
ビッグ・ママ（EVA）
声 - 夏木マリ、モーション - 夕貴まお
冷戦下の60年代には、スネークイーター作戦にてKGBのエージェント、EVAを名乗りビッグ・ボスと共闘した女性。実際には中国の人民解放軍総参謀部第二部のスパイだった。その後姿を消し、現在は愛国者達に対抗するレジスタンス組織“失楽園の戦士達”のリーダーとして、東欧に拠点を構えている。80歳近い高齢となったが、いまだ衰えを知らない。偉大なる母（ビッグ・ママ）を意味するマットカ・プルクの別名で呼ばれることもある。
ゼロ（デイビッド・オウ）
声 - 銀河万丈、モーション - 久保隆
元特殊部隊FOX司令官。ヴァーチャスミッションおよびスネークイーター作戦でビッグ・ボスを指揮した人物。100歳を超えた高齢となっており、植物人間状態で生命維持装置によってかろうじて延命している。

### その他
サイコ・マンティス
声 - 曽我部和恭（ライブラリ出演）
元特殊部隊FOXHOUNDの隊員。読心術と超能力に長けており、かつてシャドーモセス島でスネークと戦ったときにはメリルを操ってスネークを殺そうとしたが返り討ちにあい死亡した。本作ではスクリーミング・マンティスに憑依する亡霊として登場し、スクリーミング・マンティスの戦闘後にスネークの前に現れ超能力を披露する。後にBB部隊の指揮をスクリーミング・マンティスを介してしていたことがドレビンの口から明らかになる。
ザ・ソロー
声 - 堀之紀
『MGS3』に登場した元コブラ部隊隊員にしてオセロットの父。霊媒能力に長け、戦没者の声を聴き戦況を把握することができた。1962年に「賢者達」の陰謀によりソ連ツェリノヤルスクにてザ・ボスにより殺害された。スクリーミング・マンティスとの戦闘後、幽霊としてわずかに登場。なぜ、再び現世に現れたのかは謎（前作の隠しカメラ操作で、ザ・ボスと成仏した描写がある）。
心霊写真は撮影して初めて写りこむが、「ソロー人形」を装備しておくと、カメラ越しに直に心霊を観ることができるという裏技も存在する。
ジョン
声 - 川村悠椰、モーション - 川村悠椰
エンディングに登場するローズの子供。「リトル・ジョン」の愛称で呼ばれる。
地元の少年
声 - 川村悠椰
エピローグで登場し、言葉は通じないがサニーの「外」での初めての友達となる。小説版では、「愛国者」とは似て非なる、素晴らしい才能の持ち主とされている。

### 登場する組織
民兵
中東で活動する反政府組織。PMCに反発しているが、潤沢な資金のあるPMCの装備に比べ、人数や地の利などを売りにしている。彼らの装備はAK102、RPG7、鹵獲品のHK21E、自作の火炎瓶など。ナノマシンによる制御を受けていないため、戦場において怯える、泣き叫ぶ、その場にうずくまる、武器を捨てて逃亡を図る者などもおり感情の変化が激しい。元々は一般人であるため、オタコンは戦闘能力を「素人に毛が生えた程度」と評している。しかし、中にはPMCからの派遣兵（オペレーター）もおり、彼らは一般人の民兵より戦闘能力は高い。所属はPMCであるが民兵側に派遣されたPMC兵なので敵側のPMC兵を味方と見ることはない。スネークの行動によって、敵にも味方にもなる。
反政府軍ゲリラ
南米で活動する元政府軍。中東の民兵と違い、軍歴がある者が大半を占めているため戦闘能力は高い。水平二連ショットガン、G18C、イングラムM10、H&K G3A3、PKM、M60E4、SVD、M72A3など世界各国の様々な銃を使用し、装備は多様化している。中東の民兵以上の戦闘能力を備えているため、PMC兵とも互角に渡り合える。彼らはナノマシンが注入されているが、制御はされていない。戦闘のほか、潜入、破壊工作などのゲリラ戦法を得意とする。民兵同様、スネークの行動によって、敵にも味方にもなる。
PMC兵
民間軍事請負企業契約社員。本作では中東の民兵に雇用されたPMCを除き、リキッドが運営するPMC、「OUTER HEAVEN」の子会社に所属する社員たちのみ登場。先進国の正規軍人だった者や、一切未経験の者（中には、PMCが無償供給しているFPSのプレイヤーがスカウトされているケースもある）など能力にばらつきがあるが、SOPシステムによって高度な連携を可能としている。敵味方識別が明確なため、スネークを味方と思うことはない。ID登録された銃を使う為、PMC兵から奪った銃を使うには、ドレビンによるロンダリングが必要となる。主な武装はFN SCAR、SIG GSR、M14-EBR、レミントンM870など。スナイパーの配置はかなり巧妙であり、ストライカーの地上戦支援、ヘリコプターなどの航空支援、月光などの無人機による支援もあり、戦闘能力はきわめて高い。また、攻撃を受けたり、敵を発見するとHQ（本部）、他エリアからの増援部隊を無線により呼び出す。
作中にはイギリスのプレイング・マンティス社、フランスのピューブル・アルメマン社、アメリカのレイブン・ソード社の3社の正規登録社員が登場し、同じくアメリカのウェアウルフ社はシャドー・モセス島に配備された無人兵器の運用を行っていた。OUTER HEAVENの子会社はこの他にも、ロシアのアツェロタヴァヤ・ヴァトカ社が存在するが、本編には登場しない。
ヘイブン・トルーパー
声 - 小池亜希子、小池いずみ、東條加那子、平田宏美
PMCから選りすぐられた強化兵による、リキッドの私兵部隊。独自のヘルメットとボディスーツに身を包み、隊員は女性で構成される。FN P90、ファイブセブン、マチェットで武装し、接近戦でロープを使ったCQCも使用する。壁を跳び回るなど俊敏な動きや、カタパルトを使用したダイナミックエントリーを行う姿から、「カエル」という通称がある。隊員全員が女性のため、ボディチェックをすると他の兵士とは異なる反応をする。体内ナノマシンの作用により、死亡すると遺体から青白い炎が上がり灰になる。
失楽園の戦士（パラダイス・ロスト・アーミー）
ビッグ・ママことEVAが率いるレジスタンス。東欧に本拠地を置き、愛国者達と戦う数少ない組織。構成員の中には、コンピュータゲームのジャンルのひとつ、FPSの経験者という者もおり、FPSを利用したPMCからのスカウトを受ける前にビッグ・ママが失楽園の戦士達のメンバーとしてスカウトした者も多い。

## ノベライズ版
『METAL GEAR SOLID GUNS OF THE PATRIOTS』 筆者：伊藤計劃。ISBN 4047072443。文庫版 ISBN 978-4-04-394344-9。
オタコンの目から見た本編、ソリッド・スネークの伝記となっている。前三作の内容と説明も含まれ、小説単独でも意味がわかるよう考慮されている。BB部隊は登場せず、ナオミの追跡などゲームパートの一部がカットされ、ストーリーにはアレンジが加えられている。セリフの順序や、場面も若干違い、ゲーム本編で図や写真が使われていたシーンは小説オリジナルの会話シーンに変わっている。キャラクターの心境や行動の意味も記述されており、本編の補足も兼ねる。

## METAL GEAR SOLID4 DATABASE
2008年6月19日からPLAYSTATION Storeにて、メタルギアシリーズの設定を閲覧できる『METAL GEAR SOLID4 DATABASE』が無料配信された（現在は配信終了）。内容はメタルギアシリーズのEncyclopediaになっており、『MGS4』をクリアしていないと一部のデータ閲覧ができないようになっている。

## 使用された歌曲
- 『Love Theme』- ジャッキー・プレスティ
- 『Here's To You』 - リズベス・スコット

## 関連事例

### 企業との連携
多くの企業とプロダクトプレイスメント契約を結び、ゲーム中に各社の商号や商品が登場する。
- ユニクロ - 数種類のコラボレーションTシャツが販売されている[19]。
- リゲイン - ライフ・気力回復アイテムとして登場[19]。商品のウェブサイトでは、スネークらによるオリジナルCMが鑑賞可能。
- W62S - グローバルパスポートGSMに対応の携帯電話。ナオミがブラック×ローズ、ヴァンプがシルバー×レザーのモデルを使用している[19]。ヴァンプの通話中、端末画面が見える箇所があるが、通話画面ではなく風景の待ち受けになっている。作中舞台となった地域で実際に使用可能。
- iPod - 装備すると楽曲を聴くことができる。操作方法も実際のiPodとほぼ同様。ただし、再生できる音楽データはゲーム中に入手するものやオンライン接続などで出現したものだけで、本物のようにユーザーが自由に楽曲データを入れることはできない[19]。
- Mac（Power Mac G5、MacBook Pro） - オタコンが使用する他、ラットパトロール・チーム01の装備品にも含まれている。
- 南明奈 - ポスターがゲーム中に登場し、ポスターを見つけるとスネークが「アッキーナ、南明奈か」と言う[20]。登場するのはアジア版のみ。アップデートで追加されたトロフィー獲得条件（4枚あるポスター全てを見つける）にも関わっており、トロフィーアイコンも「南」となっている。
- トライアンフ - ビッグ・ママの愛車としてボンネビルT100が登場。また、レジスタンスの構成員が搭乗する黒いバイクはスピードトリプル1050にアンダーカウルを装備したもの[19]。
- アサシン クリード - 作中では、アサシン ソリッドと表記。ある条件を達成してクリアすると、アサシンクリードの主人公の衣装が装備できる[19]。続編アサシン クリード ブラザーフッドでエツィオ・アウディトーレがある条件をクリアすると雷電の強化骨格の衣装を着られる。
- ガーコ - アラームクロックを商品化[19]。
- PLAYBOY - 作中敵兵などの気を引く雑誌として登場。オンラインでも登場する。なお、現実のPLAYBOYとは違い、中身はビキニなどの水着を着用した外国人女性グラビアのみで、ヌードグラビアは存在しない。

### その他
- 2層式Blu-ray Disc (BD) の約50GB（2層式DVD約6枚分）でも容量が足らず、それまでのPS3用ソフトにはなかったBDを生かし切った作品と謳い[21]、映像再生時間は9時間5分47秒に及ぶ[22]。また、2007年度の文化庁メディア芸術祭エンターテイメント部門優秀賞を受賞。
- アメリカのElectronic Gaming Monthly誌では、ゲーム開始時と各章開始時にインストールを行う仕様などについて、コナミから報道規制するように指示されたと発言している。
- HIDECHAN! ラジオにおける小島秀夫と大塚明夫の対談で「『MGS4』ではビッグ・ボスが登場するから、ビッグ・ボス役をお父さんにやってもらおうか」という話が出た。実際にビッグ・ボスの声優は大塚明夫の父、大塚周夫となり、モーションアクターを大塚明夫が演じた。
- 小島秀夫自らミズーリのクルー役の声とモーションアクターを担当している。
- 小島の作品である『ポリスノーツ』の登場人物、ジョナサン・イングラム、及びエド・ブラウンと同名の人物が本作に登場しており、声優も同じく田中秀幸と飯塚昭三が演じている。
- 2に引き続き、2000年に逝去した塩沢兼人、2006年に逝去した戸谷公次と曽我部和恭がライブラリ出演し、他の出演者と共にクレジットされている。
- 発売日である2008年6月12日に都内3箇所でイベントが行われる予定だったが同月8日に発生した秋葉原通り魔事件の影響で中止となった[23]。その後、同月28、29日には国内5箇所にて発売記念「ワールドツアー in JAPAN」が行われた。
- 舞台となった地域のモデルは、中東がモロッコ、南米がペルー、東ヨーロッパがチェコ[24]のプラハ[25]であり、東欧のシーンではプラハ本駅や標識のデザイン、カレル橋などが再現されている。
- TGS 2005でのトレーラー映像の終盤のパソコン画面に『KILLZONE 2』のE3 2005トレーラー映像の一場面が流れていた。
- バトルフィールド バッド カンパニーのデモムービーでは「ドラム缶に隠れた男がいたんだよ！」「ドラム缶に隠れるなんてダンボールに隠れるのと同じくらい馬鹿だぜ」「新兵器かも！何ていうか、ソリッドで…メタルな…日本製かもしれない！」「見てろ、吹き飛ばしてやる」などという台詞の後、ドラム缶がグレネードランチャーで吹き飛ばされ、眼帯が回収されるというものがあった。その際のコピーは「隠れる場所は無い」。なお、その前作「モダンコンバット」の音楽を担当したルパート・グレッグソン＝ウィリアムズは、本作の音楽を担当したハリー・グレッグソン＝ウィリアムズの弟である。
- PS3の無料ダウンロードコンテンツ『まいにちいっしょ』にて発売日である6月12日から3日間、「トロ・ステーション×MGS4スペシャル」と題してスネークの出演、開発スタッフや小島秀夫へのインタビューを配信。『MGS4』から『まいにちいっしょ』用のアイテム4種をプレゼント[注 3]。
- 2008年6月26日、ソニーグループが中期経営方針説明会を開催。SCE平井一夫社長は、『MGS4』発売初週の本体の販売は前週比8倍を記録し、本作品の影響力を語った[26]。
- 実写とCGを組み合わせたTV番組シーンがある。
- デモシーン中,稀に○ボタンが表示されることがある。そのときに○ボタンを押すとフラッシュバックが起き,過去のシリーズのシーンが出てくることがある（例外もある）。あるデモシーンで○ボタンが表示されなくても○ボタンを押すと発動する、いわゆる隠しフラッシュバックが起きることもある[27]。
- デモシーンのスキップ方法が、他のシリーズに比べると少し変わっている。前作『3』までは、スタートボタンまたは×ボタンを押すとスキップできたが、今作はスタートボタンを押すとポーズになる。そのあと「SKIP」という項目を選ぶとスキップできるシステムになっている。
- シリーズ恒例のタイトル画面の隠し要素は今作には存在しない。
- 前述のフラッシュバック以外にも、デモシーン中にズームアップをしたりL1ボタンを押すと主観視点になるなどの隠し要素が存在する（これら要素は入力ボタンは異なるが、『MGS』、『MGS2』、『MGS3』などにも存在する）[27]。
- 特定の場所で写真を取ると心霊写真になるシステムは今作にも存在する（このシステム自体は『MGS』から存在する）[27][28]。
- 任天堂の『大乱闘スマッシュブラザーズX』に収録された『MGS4 愛のテーマ・スマブラXバージョン』は『MGS4 愛のテーマ・ゲームバージョン』と表記が変更されiPod楽曲データに採用されている他、ブリーフィング時の機内にあるラジオでまれに聞くことができる。
- ボスバトルによっては左下にBGM名テロップが流れることがある。
- 2006年頃、『ポータブル・オプス』が発売される直前に、代々メインテーマ曲として使用されてきた「METAL GEAR SOLID MAIN THEME」に盗作疑惑が発生した。ロシア（ソ連）の著名な作曲家であるゲオルギー・スヴィリードフが1974年に制作した作品、「「吹雪」〜プーシキンの物語への音楽の挿絵〜」の第1章「トロイカ」の旋律が、同曲と酷似しているという内容[29]で、監督である小島秀夫も試聴した際「すごいな、メタル(ギアソリッド)のテーマだ…」「すごいなこれ…パクリだ。ちょっと違うけど…すごいな」と苦笑を交えて語るほどだった[30]。このため、同曲が今作（トレーラー含む）で使用されることはなく、代わりに「[METAL GEAR SOLID]Main Theme(METAL GEAR SOLID3 Version)」の主題部分のみを再構成した「Metal Gear Saga」と新規作曲の「Old Snake」がメインテーマ曲として扱われた。また、今作以降のメタルギアシリーズや関連商品でこの曲が流れることは一切なくなり、シリーズ20周年、25周年を記念したサウンドトラックにも収録はされず、「Metal Gear Saga」がその代わりを務めている（20周年記念盤には、Metal Gear Solid Main Theme 〜The World Needs Only One Big Boss!と銘打った曲が収録されているが、この曲は「Metal Gear Saga」の元になった曲で、MGS2と3のメインテーマから問題となっている部分以外を再構成した楽曲になっている）。アメリカのゲーム雑誌、EGMにてインタビューを受けた、メタルギアシリーズの音楽を担当している日比野則彦は、「ロシア人コンポーザー達とコナミとの間で法的問題が発生したことが、テーマ曲を変えるきっかけとなった」という旨を同誌に答えている[31][出典無効]。

## スタッフ
- 原案・企画・ゲームデザイン - 小島秀夫
- ストーリー・脚本 - 小島秀夫、村田周陽
- プロデュース・監督 - 小島秀夫
- ディレクター - 村田周陽
- 設定考証 - 小島秀夫、村田周陽、吉池博明
- 銃器考証 - 平野聡、新川洋司、須田利樹
- 兵器考証 - 平野聡、馬立敬一、新川洋司
- キャラクターデザイン - 新川洋司、内山千穂子、大森崇博、HUKE
- メカニックデザイン・設定画 - 新川洋司、柳瀬敬之、齋藤淳太郎
- 軍事アドバイザー - 毛利元貞
- アートディレクター - 新川洋司
- リードプログラマー - 是角有二
- システムプログラマー - 高部邦夫、宮内文人
- プレイヤーリードプログラマー - 多胡順司
- 敵兵AIリードプログラマー - 初山和秀
- エフェクトリードプログラマー - 淡路昌生
- オブジェクトリードプログラマー - 重野建一郎
- 2Dリードプログラマー - 荒井智之
- イベントリードプログラマー - 川端恭広
- リードスクリプター - 吉池博明
- キャラクターCGリードアーティスト - 佐々木英樹
- 背景CGリードアーティスト - 木村峰士
- メカニックCGリードアーティスト - 馬立敬一
- 2Dリードアーティスト - 大森崇博
- アニメーションディレクター - 若尾徹也、吉永雅宏
- リアルタイムデモリードアーティスト - 小林政哉
- ライティングディレクター - 新川洋司
- CGディレクター - 根岸豊
- サウンドディレクター - 戸島壮太郎
- 音楽 - ハリー・グレッグソン＝ウィリアムズ、戸田信子
- プロデューサー - 今泉健一郎、花岡賢和、村岡一樹
- エグゼクティブプロデューサー - 田中富美明
- 制作・著作・販売 - コナミデジタルエンタテインメント

## 受賞
2009年9月現在で、国内外合わせて100以上もの賞を受賞している。
1UP 2008 Readers' Choice Awards 
- Game of the Year
- Best Action Game
- Best Audiovisual Experience
- PS3 Game of the Year

IGN's Best of 2008 Awards 
- Best Graphics Technology (PS3 and Overall)
- Best Original Score (PS3 and Overall)
- Best Action Game (PS3)
- PS3 Game of the Year

GamePro: The Best (and Worst) of '08 
- PS3 Game of the Year (tied with LittleBigPlanet)

GameSpot's Best of 2008 Awards 
- Game of the Year
- Best Graphics (technical)
- Best Boss Battles
- Best Story
- Best Voice Acting
- Most Memorable Moment
- Best Action Adventure Game
- Best PS3 Game

GameSpy's Game of the Year 2008 Awards 
- PS3 Action Game of the Year

Giant Bomb Year End Awards 2008 
- Best Graphics
- Most Satisfying Sequel
- Best PlayStation 3-Only Game

Golden Joystick Awards 2008 
- PlayStation Game of the Year

Joystiq's Top 10 of 2008 
- 1st Place (of 10, the Best)

MTV Game Awards 2008 
- Best Boss Fight (Screaming Mantis Fight)

PALGN Game of the Year Awards 2008 
- Game of the Year
- Best Visuals
- PS3 Game of the Year

Spike Video Game Awards 
- Best Graphics
- Best Original Score
- Best Performance by a Female Human (Debi Mae West as Meryl Silverburgh)

X-Play Best of 2008 
- Best Action/Adventure Game

日本ゲーム大賞
- 2009年度大賞（『マリオカートWii』とのダブル受賞）

他